# Grotte de l'Ammonite
La grotte de l'Ammonite est située sur la commune de Vilhonneur, en Charente, à 30 km à l'est d'Angoulême, à 500 mètres de la grotte du Placard.

## Localisation
Comme la grotte du Visage et la grotte du Placard, la grotte de l'Ammonite est située sur la rive gauche de la Tardoire et sur la commune de Vilhonneur, entre Angoulême et Montbron.
Elle se trouve au hameau de Rochebertier, dans la même falaise surplombant la Tardoire que la grotte du Placard. Elle est formée de deux petites cavités reliées par un couloir.

## Historique
La grotte de l'Ammonite a été nommée en 1934 par Ragout, qui, en pratiquant un premier sondage, a trouvé une petite ammonite.
Sa fouille a montré la présence de deux niveaux datant du Paléolithique supérieur, en particulier du Magdalénien. 

## Outils et objets
La couche inférieure épaisse de plus d'un mètre, a livré des centaines d'objets  lithiques, lamelles simples, lamelles à dos arqué, burins, perçoirs, grattoirs.
Les outils en os trouvés sont des fragments de sagaies, des harpons, des hameçons, des poinçons, des aiguilles, des bagues et des fragments d'os ornés.